# 후지와라노 도시유키

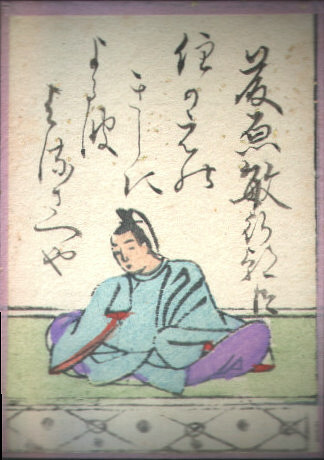
후지와라노 도시유키（百人一首）

후지와라노 도시유키(일본어: 藤原敏行, 생년 미상 ~ 907년)는 헤이안(平安) 초기의 서가(書家)이자 가인(歌人)이다. 아버지는 지방 안찰사였던 후지와라노 후지마로(藤原富士麻呂)이다.
죠간(貞観)8년 (866년) 소내기(少内記), 우병위권좌(右兵衛権佐)를 겸임했다. 인나(仁和|にんな)2년 (886년) 우근위소장(右近衛少将), 간교(元慶)6년 (882년) 종5위상(従五位上), 우근위중장(右近衛中将), 간페이(寛平)7년 (895년)에 장인두(蔵人頭), 간페이 9년 (897년)애 종4위상(従四位上), 우근위독(右兵衛督)을 역임했다. 엔기(延喜)7년 (907년) 숨을 거두었다.
고금와카집(古今和歌集)에 18수(首) 이외의 여타 칙찬와카집(勅撰和歌集)에 총 28수가 정리 되어 있다.

## 와카
```
가을이 왔다 눈으로 보는 것만으론 아직 알 수 없지만 바람 소리를 듣고 놀라게 되는구나.
秋来ぬと 目にわさやかに 見えねども 風の音に ぞ驚かれぬる
[
2
]
```

## 일화
후지와라노 도시유키에게 많은 사람들이 생전에 법화경(法華経)의 서사(書写)를 의뢰하였다고 한다. 거의 200부 이상을 썼다고 하는데, 그러나 물고기를 잡아 먹는 등의 부정한 상태에서 서사를 하여 후에 지옥에서 고통받았다고 한다. 그 외에 죽고 나서도 다시 환생하여 쓰다 만 법화경을 마저 쓰고 다시 지옥으로 돌아갔다고도 한다.

## 참고 문헌
- 『日本と中国の書史』 - 木村卜堂